# Palazzo Corner Contarini dei Cavalli

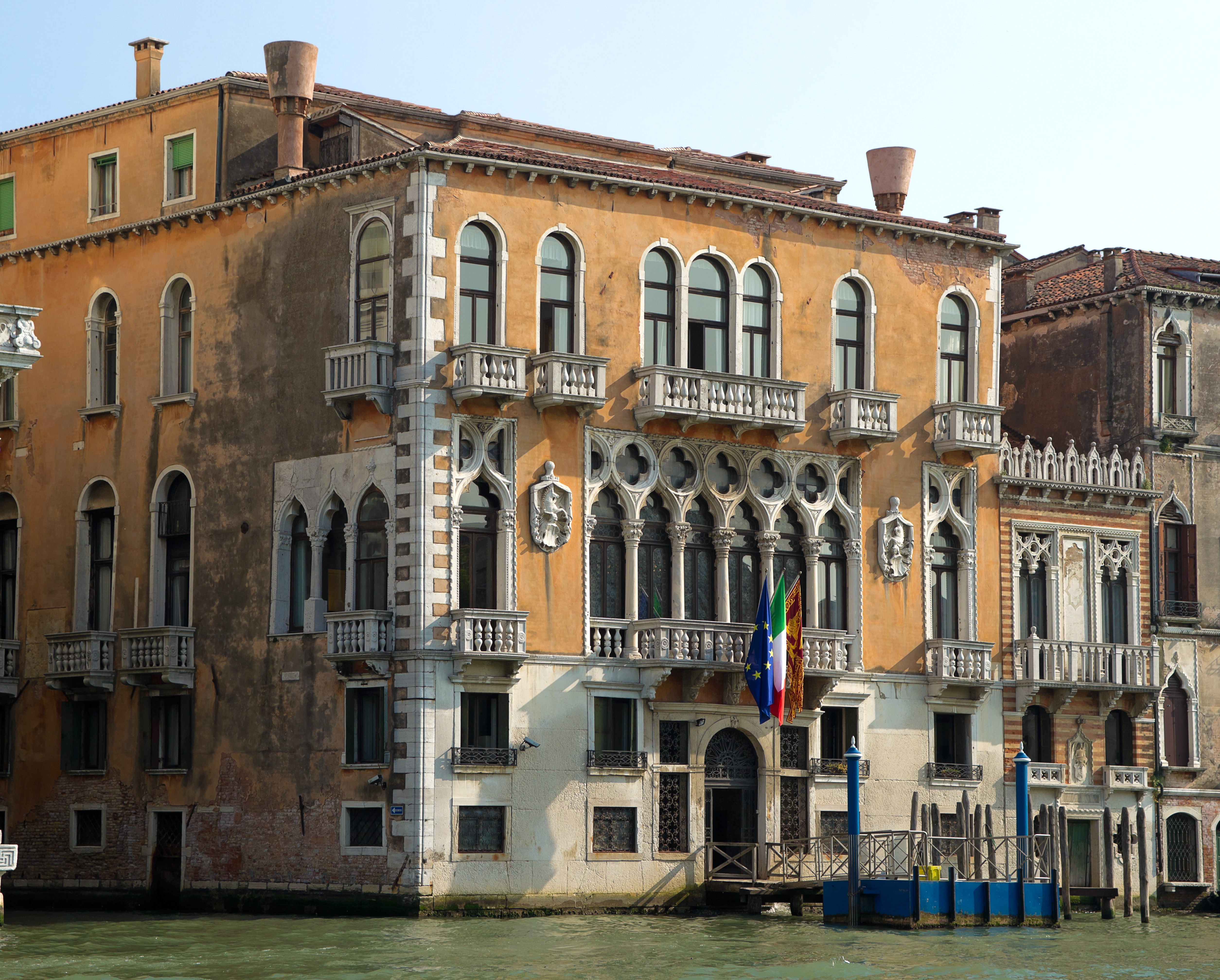
Palazzo Corner Contarini dei Cavalli

Palazzo Corner Contarini dei Cavalli ist ein Palast in Venedig in der italienischen Region Venetien. Er liegt im Sestiere San Marco mit Blick auf den Canal Grande zwischen dem Rio di San Luca und dem Palazzo Grimani auf der einen Seite und dem Palazzo Tron a San Beneto und dem Palazzetto Tron Memmo auf der anderen Seite. Gegenüber liegt der Palazzo Papadopoli.

## Geschichte
Das heutige Bauwerk entstand vermutlich um die Mitte des 15. Jahrhunderts, aber um 1310 wurde der vorhergehende Palast mit der sogenannten „Marchio d’infamia“ (dt. Schandmal) belegt, das für Hochverräter reserviert war, weil ihre Eigentümer an dem fehlgeschlagenen Aufstand von Baiamonte Tiepolo gegen die Republik Venedig teilgenommen hatten.
Unter den bekannten Männern, die dort wohnten, war in den ersten Jahren des 16. Jahrhunderts auch der Condottiere Bartolomeo d’Alviano.
Das Eigentum an dem Palast fiel 1521 durch Heirat an die Familie Contarini; sie behielten ihn bis 1830 und verkauften ihn dann an die Familie Mocenigo. Dann fiel das Anwesen nacheinander an die Ulbrichts, an die Cavalieri und an die Ravennas. Heute sind einige Büros des Justizministeriums dort untergebracht.

## Beschreibung
Der Bau ist der venezianischen Spätgotik zuzuschreiben, aber zeigt in den einzelnen Stockwerken die unterschiedlichen Baustile, in denen über die Jahrhunderte die verschiedenen Umbauten durchgeführt wurden. Das Erdgeschoss zeigt Bossenwerk aus dem 15. Jahrhundert mit einem Portal zum Wasser in der Mitte der Fassade, das im Stil eines venezianischen Fensters gehalten ist. Das Hauptgeschoss behielt den originalen Baustil mit einem Mehrfachfenster mit Dreipassbögen, auf den Vierpassblätter aufgesetzt sind, und einem seitlichen Einfachfenster, das den Stil der Fassade des Dogenpalastes erreicht, bei. Im zweiten Obergeschoss dagegen, das eine Aufstockung aus dem 19. Jahrhundert ist, zeigt sich ein Dreifachfenster, dessen mittlere Öffnung größer als die anderen ist, sowie zwei Paaren von seitlichen Einfachrundbogenfenstern. Alle Fensteröffnungen sind mit kleinen Balkonen versehen, die mit Ausnahme der beiden Seitenöffnungen des Mehrfachfensters im Hauptgeschoss vorspringen.
Der Ergänzungsname „dei Cavalli“ des Palastes geht auf die beiden großen Schilder aus dem 15. Jahrhundert im Hauptgeschoss zurück, die Seepferdchen darstellen.

## Galerie

Einzelheiten der Fassade (Fotos von Paolo Monti)
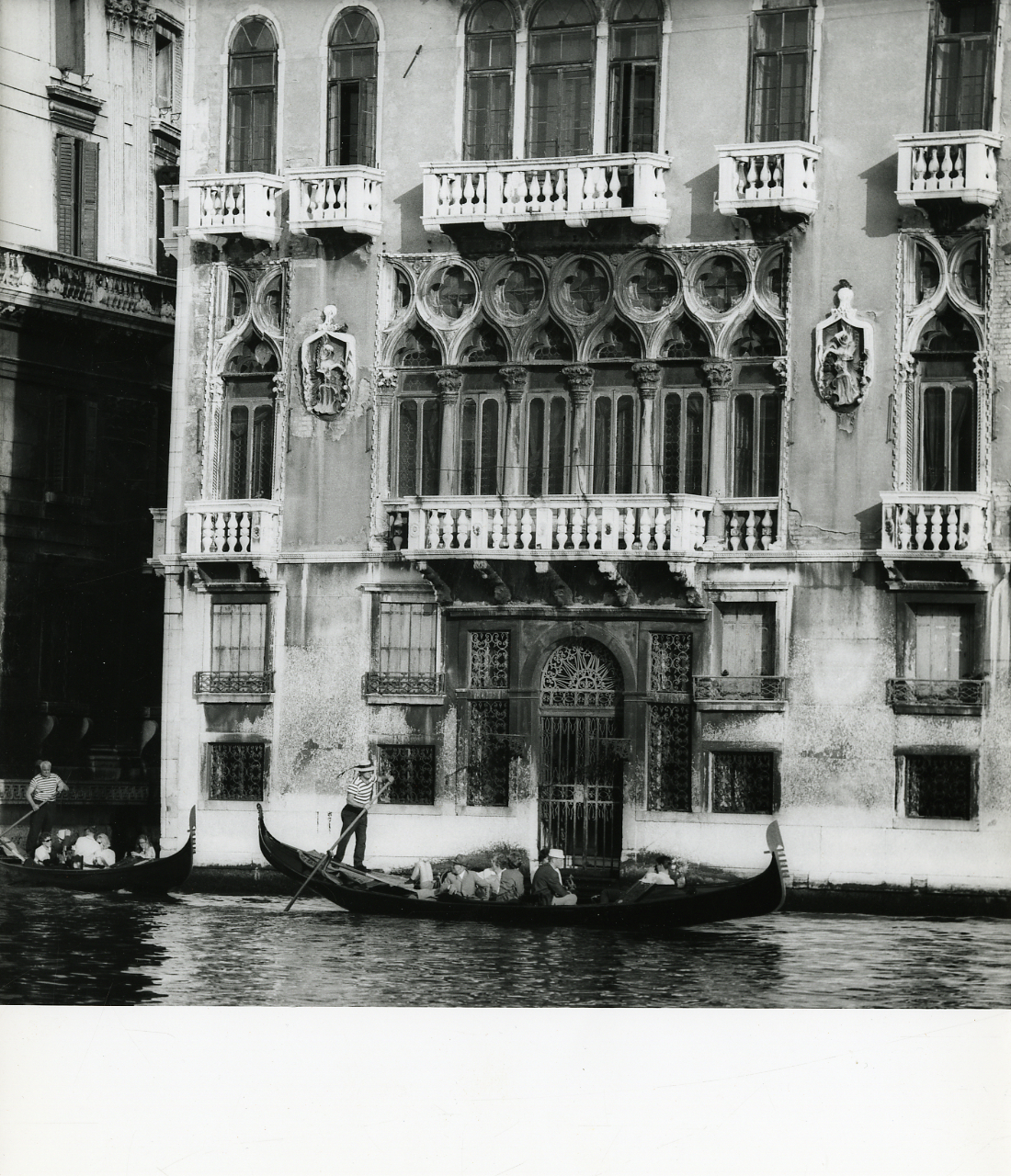
1968
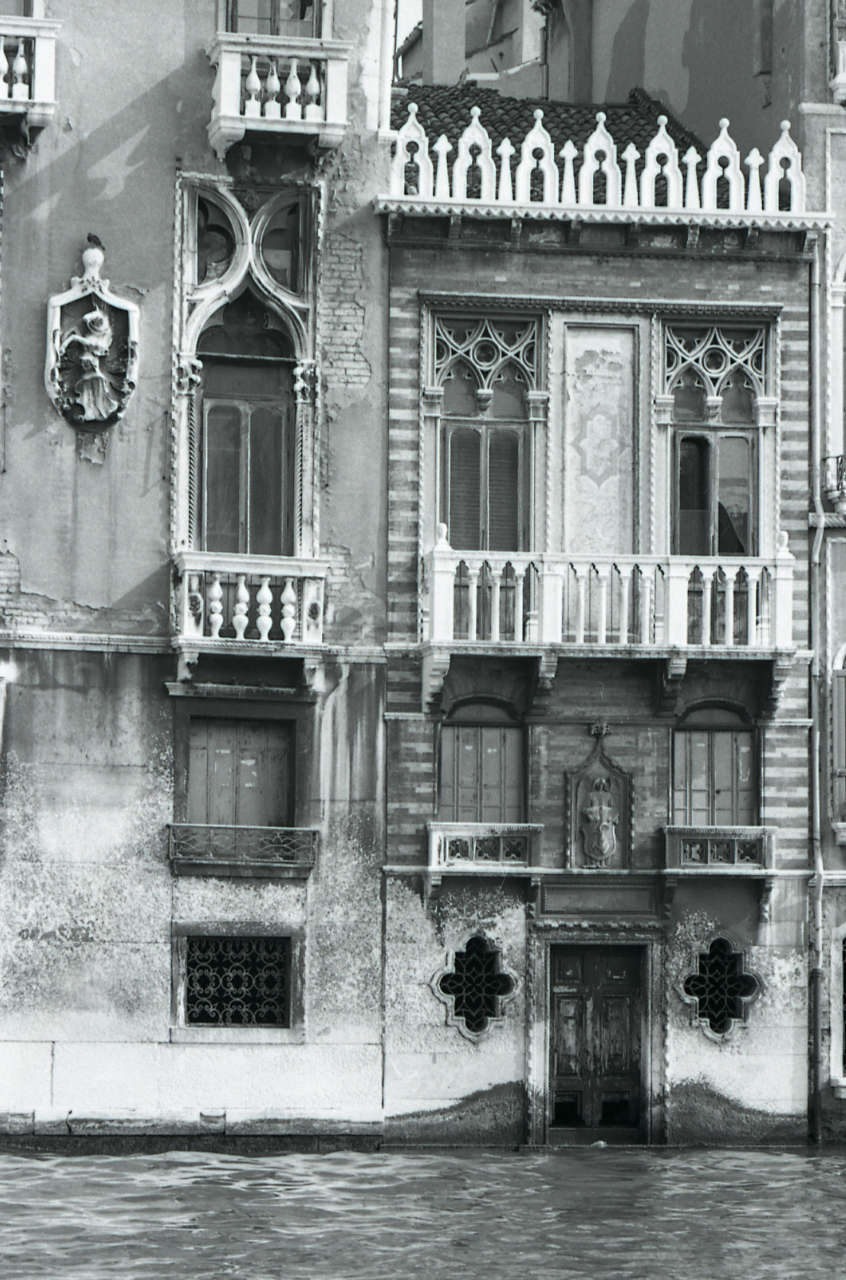
1969